# وثيقة الشرف الانتخابي في العراق 2018
وثيقة الشرف الانتخابي في العراق هي وثيقة وقعها ممثلو الكتل النيابية في العراق
برعاية الأمم المتحدة، وقعت في تاريخ 28 مارس/آذار 2018 والتي شملت نقاطا للحفاظ على نزاهة الانتخابات.
ووقع الوثيقة، التي تتضمن 24 بنداً، ممثلون عن كتل سياسية سنيةو شيعية وكردية ومدنية أبرزها الكتل التي يرأسها نوري المالكي وسليم الجبوري وفؤاد معصوم وعمار الحكيم ومقتدى الصدر وهادي العامري وصالح المطلك وإياد علاوي وهمام حمودي وجمال الكربولي.
- ومن أبرز بنود الوثيقة إدانة أي خطاب طائفي أو عرقي يستهدف أياً من مكونات الشعب العراقي، ومحاسبة أي جهة تقوم بذلك، ورفض العنف بكل أشكاله والتأكيد على المرشحين بالتصرف كرجال دولة، واحترام المتنافسين في الانتخابات وعدم توظيف النزعة الطائفية أو العرقية أو الإثنية، في البرامج الانتخابية.

## نص الوثيقة
ميثاق الشرف الانتخابي في العراق
انطلاقاً من حرصنا على توفير أجواء سليمة تمهد لانتخابات حرة ونزيهة وشفافة وتأمين مشاركة واسعة لجميع أطياف العراقي، تعكس نتائجها إرادته وتحظى بقبوله؛ ما يعزز الثقة المتبادلة بين الأطراف العراقية المختلفة، اتفق ممثلو الائتلافات والأحزاب السياسية الموقعة أدناه على ميثاق الشرف الانتخابي على التزام القواعد الآتية:
- مبادئ عامة
- 1 - الإيمان باحترام وتعزيز حقوق الجميع الديمقراطية في التنافس الشريف والحر، وتكافؤ الفرص لجميع المرشحين وأعضاء الأحزاب السياسية المتنافسة، والعمل بحرية في الفضاء الوطني والمحلي للترويج إلى برامجهم الانتخابية والتعددية الحزبية، وأن للجميع الحق في الترشح والانتخاب من دون أي عائق أو تأثير.
- 2 - الإيمان الكامل بأن للجميع الحق في القيام بجميع النشاطات الانتخابية والتثقيفية والتدريبية اللازمة لإنجاح حملاتهم الانتخابية من دون أي عائق.
- 3 - إدانة أي خطاب طائفي أو عرقي يستهدف أياً من مكونات الشعب العراقي، ومحاسبة أي جهة تقوم بذلك وفق القانون، والعمل على تبني الخطاب المعتدل بعيداً من التشنج والحقن الطائفي وتعزيز التسامح.
- 4 - رفض العنف بكل أشكاله والتصدي لأي ظاهرة أو ممارسة تهدف إلى تمزق وحدة الصف والوحدة الوطنية، والعمل بروح الفريق الواحد والتزام القوانين النافدة للتصدي لأي ظاهرة تؤثر على سلامة العملية الانتخابية.
- 5 - التأكيد على المرشحين بالتصرف كرجال دولة، واحترام المتنافسين في الانتخابات بعضهم بعضاً، ذلك بالابتعاد عن أساليب التسقيط والتشهير والتجريح، وأن تركز الحملات الاستراتيجية والبرامج على مصالح العراق العليا.
- 6 - تقديم نموذج في الحس الديمقراطي والوطني، وعدم توظيف النزعة الطائفية أو العرقية أو الإثنية، والتأكيد على حرية التنافس والحوار على أساس البرامج الانتخابية.
- 7 - الإيمان بحق الفوز وكسب الأصوات لكل مرشح أو ائتلاف، وعدم التورط بعمليات تزوير أو تشجيع عليها أو ترويجها عبر الوسائل المختلفة.
- 8 - احترام صوت الناخب كحق مقدس وعدم إهماله أو السطو عليه من خلال التأثير على المراقبين والعاملين في مراكز الانتخابات.
- 9 - تحريم الاحتراب واللجوء للعنف السياسي، ومنع التهديد المباشر أو المبطن بين المتنافسين في الانتخابات، واعتبار ذلك من وسائل الابتزاز السياسي المرفوض وتجريمه، والسماح للمرشحين كافة بالقيام بحملاتهم الانتخابية من دون عوائق أو تهديد.

الإعلام ووسائل التواصل الاجتماعي
الالتزام بحرية الصحافة وحقوق الإنسان والديمقراطية وسيادة القانون والمساواة بين الجميع أمام القانون.
الإيمان بحقوق الجميع في الحصول على فرص متكافئة في البث الإعلاني والإعلامي، وأن تكون شبكة الإعلام العراقي الرسمية مفتوحة وبعدالة لجميع المرشحين، وتوظيف الدعاية الانتخابية بما لا يسيء للمشاركين في الانتخابات والاعتراف بالتعددية السياسية.
عدم استخدام وسائل الإعلام والتواصل الاجتماعي لاستهداف أو لتسقيط المنافسين، واعتماد الحوار البناء سبيلاً وحيداً لمعالجة أي خلل تواجهه العملية الانتخابية. ودعوة وسائل الإعلام الرسمية وغير الرسمية إلى تحري الدقة والالتزام بالمهنية الصحافية من دون تحيز.
المفوضية العليا المستقلة للانتخابات
عدم التدخل في أنشطة ومهام المفوضية العليا المستقلة للانتخابات مع دعم الجهود الدولية لمراقبة العملية الانتخابية.
ويلتزم الجميع بدعم المفوضية العليا المستقلة للانتخابات في القيام بمسؤولياتها وإجراءاتها تجاه المرشحين كافة بكل شفافية للتحقيق في الشكاوى المقدمة إليها وفقاً للقوانين النافذة.
احترام مؤسسات الدولة والمشاعر والمقدسات
الالتزام بالقانون والنظام واحترام استقلالية القضاء.
تقوم الحكومة الاتحادية باتخاذ الإجراءات كافة لتسهيل وصول الناخبين إلى مراكز الاقتراع من دون قيود وتوفير الحماية الأمنية لهم.
عدم استخدام موارد الدولة البشرية أو المالية للترويج لائتلاف أو قائمة أو مرشح، خصوصاً أن الكثير من المتنافسين يشغلون مراكز ووظائف عليا في الدولة.
تحييد الملف الأمني باعتباره ملف دولة، وعدم استخدامه لأغراض انتخابية، والابتعاد عن المداهمات والاعتقالات لأغراض سياسية أو انتخابية، واقتصارها على من تتوافر فيهم أدلة جرمية وبأوامر قضائية.
الامتناع عن استخدام وسائل الضغط، كالتهديد أو التحريض أو شراء الذمم أو إجبار الناخبين أو موظفي الدولة على التصويت لمصلحة معينة.
احترام المشاعر والمقدسات لكل الأديان والطوائف، وعدم استخدام الدين أو الرموز الدينية للداعية الانتخابية أو التوظيف السياسي. وبالإمكان الاستفادة من المنابر الدينية لتشجيع المواطنين على ممارسة حقهم الدستوري والقانوني في اختيار ممثليهم في مجلس النواب.
مرحلة ما بعد الانتخابات
الالتزام بمبدأ التداول السلمي للسلطة والممارسة الديمقراطية والقبول بنتائج الانتخابات بعد إقرارها رسمياً من جانب المفوضية العليا المستقلة للانتخابات والمحكمة الاتحادية العليا، والالتزام بالأطر الزمنية الدستورية في تداول السلطة.
دعوة كافة الأطراف للانخراط بشكل فوري في الإعداد لتشكيل الحكومة العراقية الجديدة وفقاً للأطر الدستورية، واستناداً إلى نتائج الانتخابات. عليه، يهيب الموقعون على هذا الميثاق بكافة الكيانات والمرشحين للمشاركة فيه، والالتزام بقواعده احتراماً لتضحيات الشعب العراقي ودماء شهدائه وجرحاه.
تنفيذ الميثاق
تشكيل لجنة متابعة - غرفة عمليات مشتركة مؤلفة من ممثلي الكيانات الموقعة على هذا الميثاق، وبمشاركة ممثل عن المفوضية العليا المستقلة وبعثة الأمم المتحدة لمساعدة العراق (يونامي).
تجتمع – أسبوعياً أو كل أسبوعين – من أجل:
- أ. متابعة تنفيذ بنوده، ومنع حدوث أي خلل أو محاولة لتزوير إرادة الناخب أو ابتزاز الناخبين والمرشحين.
- ب. معالجة أي عقبات تعترض تنفيذه.
- ت. يحق للجنة الدعوة إلى اجتماع القادة متى ما تعذر عليها معالجة أي مشاكل طارئة.
- ث. ترفع اللجنة توصية إلى الجهة - الجهات التي لا تلتزم بتنفيذ الميثاق وفقا للقانون.

## وصلات خارجية
- (فيديو) يوثق لحظة التوقيع على وثيقة الشرف الانتخابي في العراق
- (صور) لنص وثيقة الشرف الانتخابي في العراق
- (صورة) لتوقيعات زعماء الكتل